# Phyllis Johnson
Phyllis Wyatt Johnson (Royal Tunbridge Wells, Inglaterra, 8 de dezembro de 1886 — 2 de dezembro de 1967) foi uma patinadora artística britânica que competiu em competições de duplas e individual. Ela conquistou duas medalhas olímpicas, sendo uma de prata em 1908 ao lado de seu marido James H. Johnson, e outra de bronze em 1920 com Basil Williams.

## Principais resultados

### Individual feminino
| Resultados                                            | Resultados        | Resultados       | Resultados        | Resultados    | Resultados    | Resultados      | Resultados    | Resultados    | Resultados    | Resultados    | Resultados    | Resultados    |
| Internacional                                         | Internacional     | Internacional    | Internacional     | Internacional | Internacional | Internacional   | Internacional | Internacional | Internacional | Internacional | Internacional | Internacional |
| Evento/Temporada                                      | 1911– 1912        | 1912– 1913       | 1913– 1914        |               | 1919– 1920    | 1920– 1921      |               |               |               |               |               |               |
| ----------------------------------------------------- | ----------------- | ---------------- | ----------------- | ------------- | ------------- | --------------- | ------------- | ------------- | ------------- | ------------- | ------------- | ------------- |
| Jogos Olímpicos                                       |                   |                  |                   | 4.ª           |               |                 |               |               |               |               |               |               |
| Campeonato Mundial                                    | Medalha de bronze | Medalha de prata | Medalha de bronze |               |               |                 |               |               |               |               |               |               |
| Nacional                                              |                   |                  |                   |               |               |                 |               |               |               |               |               |               |
| Campeonato Britânico                                  |                   |                  |                   |               |               | Medalha de ouro |               |               |               |               |               |               |
|                                                       |                   |                  |                   |               |               |                 |               |               |               |               |               |               |
| Legenda: Competição não foi disputada nesta temporada |                   |                  |                   |               |               |                 |               |               |               |               |               |               |

### Duplas

#### Com James H. Johnson
| Resultados                                            | Resultados       | Resultados      | Resultados        | Resultados      | Resultados    | Resultados    | Resultados    | Resultados    | Resultados    | Resultados    | Resultados    | Resultados    |
| Internacional                                         | Internacional    | Internacional   | Internacional     | Internacional   | Internacional | Internacional | Internacional | Internacional | Internacional | Internacional | Internacional | Internacional |
| Evento/Temporada                                      | 1907– 1908       | 1908– 1909      | 1909– 1910        |                 | 1911– 1912    |               |               |               |               |               |               |               |
| ----------------------------------------------------- | ---------------- | --------------- | ----------------- | --------------- | ------------- | ------------- | ------------- | ------------- | ------------- | ------------- | ------------- | ------------- |
| Jogos Olímpicos                                       | Medalha de prata |                 |                   |                 |               |               |               |               |               |               |               |               |
| Campeonato Mundial                                    |                  | Medalha de ouro | Medalha de bronze | Medalha de ouro |               |               |               |               |               |               |               |               |
|                                                       |                  |                 |                   |                 |               |               |               |               |               |               |               |               |
| Legenda: Competição não foi disputada nesta temporada |                  |                 |                   |                 |               |               |               |               |               |               |               |               |

#### Com Basil Williams
| Jogos Olímpicos | Medalha de bronze |